# Кубок Палестини з футболу 2015—2016
Кубок Палестини 2015—2016 — 2-й розіграш кубкового футбольного турніру у Палестині за новим форматом. Титул вдруге поспіль здобув клуб Аль-Ахлі Аль-Халеел.

Кубок складається із двох окремих турнірів, Кубка Сектора Гази та Кубка Західного берега. Переможці цих турнірів у двоматчевому протистоянні виборюють Кубок Палестини.

## Фінал
У фіналі брали участь переможець Кубка Сектора Гази 2015-16 Шабаб Хаб Юнес та переможець Кубка Західного берега 2015-16 Аль-Ахлі Аль-Халеел.
| Команда 1              | Заг. | Команда 2           | 1-й матч | 2-й матч |
| ---------------------- | ---- | ------------------- | -------- | -------- |
| 26 липня/2 серпня 2016 |      |                     |          |          |
| Шабаб Хаб Юнес         | 1:2  | Аль-Ахлі Аль-Халеел | 0:1      | 1:1      |

### Перший матч
| 26 липня 2016 17:00 (EEST) |

| Шабаб Хаб Юнес | 0:1      | Аль-Ахлі Аль-Халеел |
| -------------- | -------- | ------------------- |
|                | Протокол | Батран 25'          |

| Аль-Ярмук, Газа Арбітр: Надер Аль-Хаджар |

### Повторний матч
| 2 серпня 2016 16:30 (EEST) |

| Аль-Ахлі Аль-Халеел | 1:1      | Шабаб Хаб Юнес |
| ------------------- | -------- | -------------- |
| Батран 81'          | Протокол | Шекшек 87'     |

| Хуссеїн Бін Алі, Хеврон Арбітр: Мохаммед Ібдеїр |